# Viola Reggio de Calabre
Viola Reggio de Calabre est le nom que l'on donne traditionnellement au club italien de basket-ball de la ville de Reggio de Calabre. Les couleurs historiques de la société sont le noir et l'orange.
Le nom dérive de « l'association sportive Cestistica Piero Viola » fondée en 1966 par le juge Peppino Viola en hommage à son frère.

## Historique
À la fin de la saison 2005-2006, le club est relégué en Serie A2.

## Bilan sportif

### Palmarès
| Compétitions nationales | Compétitions internationales |
| - Néant.                | - Néant.                     |

## Joueurs et personnalités du club

### Présidents
Le tableau suivant présente la liste des présidents du club depuis 1966.
| Rang | Nom                      | Période   |
| ---- | ------------------------ | --------- |
| 1    | Giuseppe "Peppino" Viola | 1966-1988 |
| 2    | Giovanni Scambia         | 1988-1996 |
| 3    | Guglielmo Praticò        | 1996-1997 |

| Rang | Nom                 | Période   |
| ---- | ------------------- | --------- |
| 4    | Giampaolo Angelucci | 1998-2000 |
| 5    | Demetrio Casile     | 2000-2001 |
| 6    | Agostino Silipo     | 2001-2005 |

| Rang | Nom                  | Période   |
| ---- | -------------------- | --------- |
| 7    | Pasquale Rappoccio   | 2005-2007 |
| 8    | Domenico Comandè     | 2009-2010 |
| 9    | Giancesare Muscolino | 2010-2014 |

| Rang | Nom                | Période   |
| ---- | ------------------ | --------- |
| 10   | Giusva Branca      | 2014-2016 |
| 11   | Raffaele Monastero | 2016-2018 |
| 12   | Aurelio Coppolino  | 2018-     |

### Entraîneurs successifs
| Rang | Nom                      | Période   |
| ---- | ------------------------ | --------- |
| 1    | Calafiore, Lillo Lo Faro | 1966-1967 |
| 2    | Giuseppe Dispenzieri     | 1967-1969 |
| 3    | Nino Furfari             | 1969-1972 |
| 4    | Carmelo Fotia            | 1972-1976 |
| 5    | Massimo Moizo            | 1976-1977 |
| 6    | Vittorio Tracuzzi        | 1977-1978 |
| 7    | Filippo Faina            | 1978-1980 |
| 8    | Enzo Porchi              | 1980-1981 |
| 9    | Raimondo Vecchi          | 1981-1982 |

| Rang | Nom                  | Période         |
| ---- | -------------------- | --------------- |
| 10   | Gianfranco Benvenuti | 1982-1986       |
| 11   | Santi Puglisi        | 1986-1987       |
| 12   | Tonino Zorzi         | 1987-1990       |
| 13   | Carlo Recalcati      | 1990-1995       |
| 14   | Tonino Zorzi         | 1995-1996       |
| 15   | Gaetano Gebbia       | 1996-janv. 2001 |
| 16   | Massimo Bianchi      | Janv. 2001      |
| 17   | Tonino Zorzi         | Janv. 2001-2002 |
| 18   | Lino Lardo           | 2002-2004       |

| Rang | Nom                 | Période              |
| ---- | ------------------- | -------------------- |
| 19   | Alessandro Giuliani | 2004-mars 2005       |
| 20   | Tonino Zorzi        | Mars 2005-2005       |
| 21   | Walter De Raffaele  | 2005-déc. 2005       |
| 22   | Pasquale Iracà      | Déc. 2005-janv. 2006 |
| 23   | Tonino Zorzi        | Janv. 2006-mars 2006 |
| 24   | Pasquale Iracà      | Mars 2006-2006       |
| 25   | Paolo Moretti       | 2006-2007            |
| 26   | Massimo Bianchi     | 2009-2010            |
| 27   | Alessandro Fantozzi | 2010-janv. 2012      |

| Rang | Nom                   | Période         |
| ---- | --------------------- | --------------- |
| 28   | Domenico Bolignano    | Janv. 2012-2012 |
| 29   | Domenico Bolignano    | 2012-nov. 2012  |
| 30   | Francesco Ponticiello | 2012-2014       |
| 31   | Giovanni Benedetto    | 2014-févr. 2016 |
| 32   | Fabrizio Frates       | Févr. 2016-2016 |
| 33   | Antonio Paternoster   | 2016-mars 2017  |
| 34   | Domenico Bolignano    | Mars 2017-2017  |
| 35   | Marco Calvani         | 2017-2018       |
| 36   | Matteo Mecacci        | 2018-           |

### Joueurs emblématiques
- Dean Garrett
- Emanuel Ginobili
- Marc M'Bahia
- Rodolfo Rombaldoni
- Hugo Sconochini
- Jay Larranaga
- Oleksandr Volkov
- Tony Williams